# Джамсаран

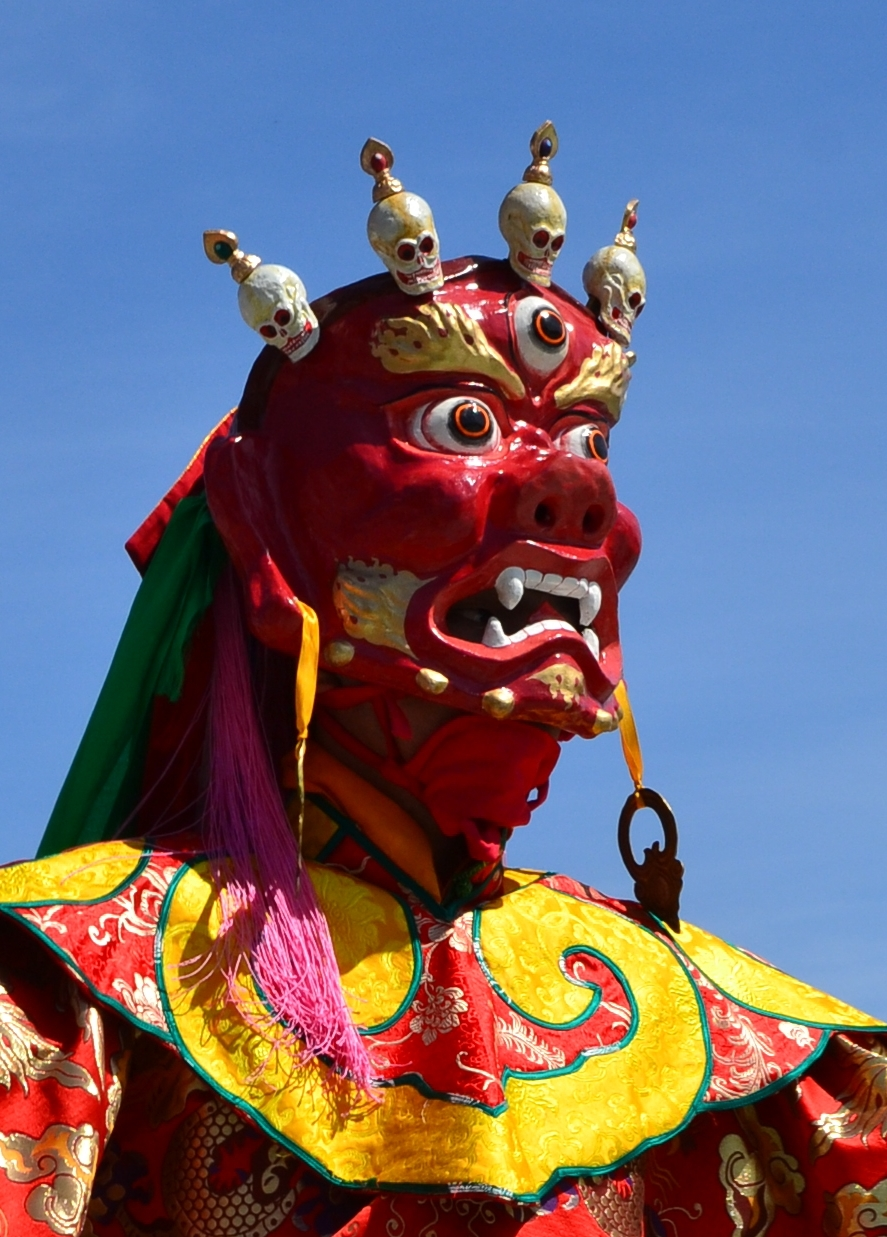
Ритуальная маска Джамсарана

Джамсаран (тиб. Бёгдзе) — монголо-тибетский дхармапала (монг. сахиус,
бур. сахюусан) в тибетском буддизме, в народной традиции монголов иногда трактуемый как «бог войны».
Известен с середины XVI века, когда он был объявлен главным защитником далай-лам и монастыря Ташилунпо. Также является охранителем казны тибетского правительства. По преданию, тантра Джамсарана была принесена Падмасамбхавой, который преподал его садхану одному из своих ближайших 25 учеников по имени Намхай Ньингпо. Эта садхана была скрыта в монастыре Самье, где она и была затем найдена. Поэтому Джамсаран широко почитается не только в школе Гелугпа, но и в Ньингма. Тибетцы верят, что молитвы к Джамсарану уничтожают врагов, препятствия на Пути и защищают от страха и опасности.

## Легенды
Легенда повествует о двух братьях, старший из которых был приверженцем Учения, а младший — нет. На все уговоры старшего младший отвечал отказом, но в конце концов сказал, что если его брат станет буддой, то он станет защитником веры. Спустя многие перерождения старший стал Шакьямуни, а младший родился у медноволосого якшаса из красного кораллового яйца, которое Шива (по другой версии — Хаягрива) разбил своим трезубцем. Бог родился в полном доспехе и при оружии. Шива спросил его, кто он такой, и он назвал себя воплощением речи Ямантаки.
По легенде он был королём демонов, но в 1577 году был укрощён Далай-ламой III и перешёл на сторону Учения, сохранив свои свойства. В эпосе хори-бурят Джамсаран упомянут в числе демонов, побеждённых Гэсэром. В других версиях мифа Гэсэр сам является воплощением Джамсарана.

## Иконография
На иконографию Джамсарана, возможно, оказал влияние образ китайского бога войны Гуань-Ди. В поднятой правой руке он держит меч, рукоятью которому служит скорпион, в левой — лёгкие и сердце врага веры, под мышкой — бунчук с трезубцем, лук и стрелу, с плеч свисает ожерелье из отрубленных человеческих голов. По другим версиям, у него корона с изображением черепов. Он попирает ногами человека и зелёную лошадь. Черты его лица искажены гневом, три его глаза пылают ненавистью ко всем врагам Учения, рот оскален. Его лицо и одежды красного цвета, жёлто-красные волосы, пламенеющие брови и усы (монг. Улаан сахиус — «красный хранитель»). Местом его обитания является море из крови.
По обеим сторонам Джамсарана едут его спутники: божество в доспехах (генерал) верхом на сером волке, грызущем грешника, и дакини (сестра Джамсарана) верхом на медведе, стоящем на грешнике. По краям — восемь краснотелых демонов смерти, терзающих грешников. На некоторых картинах эта свита вырастает многократно, превращая Джамсарана во владыку мира смерти. За его спиной в этом случае высится дворец, сделанный из человеческих костей.